# Isaac Dogboe
Isaac Dogboe (Acra, Ghana, 26 de septiembre de 1994) es un boxeador ghanés-británico. Es el excampeón de la OMB (WBO) del peso supergallo.

## Biografía
Dogboe nació en Kumasi, Ghana, pero se mudó a Londres, Inglaterra, a los 7 años.

## Carrera amateur
En la primera ronda de los Juegos Olímpicos de 2012 se enfrentó a Satoshi Shimizu de Japón. Adelantándose a los puntos en las primeras 2 rondas (4: 3, 3: 2) perdió la pelea luego de que los jueces anotaron la tercera ronda 5: 2 a favor del japonés derrocando la ventaja de Dogboe. El veredicto fue recibido con disgusto vocal de los espectadores del ringside y más tarde fue descrito como "contencioso" y una "decisión misteriosa" por los medios de comunicación.

## Carrera profesional
Después de convertirse en profesional en 2013, Isaac compiló un récord de 17-0 antes de desafiar al boxeador mexicano César Juárez por el vacante título interino del peso súper gallo de la OMB que ganó a través de una detención en la quinta ronda. En su siguiente pelea, Dogboe se enfrentaría y vencería al campeón Jessie Magdaleno para convertirse en el campeón de la OMB en el peso súper gallo.
Isaac "Royal Storm" Dogboe retuvo exitosamente su título supergallo de la OMB con un nocaut en la primera ronda contra el retador japonés Hidenori Otake el 25 de agosto de 2018 en el Gila River Arena en Glendale, EE. UU. Dogboe derribó a Otake dos veces y luego lo golpeó hasta que el árbitro Patrick Morley se vio obligado a intervenir para detener la pelea.

## Récord profesional
| 24 Ganadas (15 KOs), 3 Derrotas |        |                     |      |             |            |                                           |                                                                             |
| Res.                            | Record | Oponente            | Tipo | Rd., Tiempo | Fecha      | Localidad                                 | Notas                                                                       |
| D                               | 24–3   | Robeisy Ramírez     | UD   | 12          | 01-04-2023 | Hard Rock Hotel & Casino, Tulsa, Oklahoma | Por el título mundial vacante de la WBO del peso pluma.                     |
| G                               | 24–2   | Joet Gonzalez       | SD   | 10          | 23-07-2022 | Grand Casino, Hinckley, Minnesota         | Gana el título WBO International del peso pluma.                            |
| G                               | 23–2   | Christopher Diaz    | MD   | 10          | 20-11-2021 | Mandalay Bay Resort & Casino, Las Vegas   |                                                                             |
| G                               | 22–2   | Adam Lopez          | MD   | 10          | 19-06-2021 | Virgin Hotels Las Vegas, Las Vegas        |                                                                             |
| G                               | 21–2   | Chris Avalos        | TKO  | 8 (8)       | 21-07-2020 | The Bubble, MGM Grand, Las Vegas          |                                                                             |
| D                               | 20–2   | Emanuel Navarrete   | TKO  | 12 (12)     | 11-05-2019 | Convention Center, Tucson, Arizona        | Por el título de la OMB del peso supergallo                                 |
| D                               | 20–1   | Emanuel Navarrete   | UD   | 12          | 08-12-2018 | Hulu Theater, New York City, Nueva York   | Pierde el título de la OMB del peso supergallo                              |
| G                               | 20–0   | Hidenori Otake      | TKO  | 1 (12)      | 25-08-2018 | Gila River Arena, Glendale, Arizona       | Retiene el título de la OMB del peso supergallo                             |
| G                               | 19–0   | Jessie Magdaleno    | TKO  | 11 (12)     | 28-04-2018 | Liacouras Center, Philadelphia            | Gana el título mundial de la OMB del peso supergallo                        |
| G                               | 18–0   | César Juárez        | TKO  | 5 (12)      | 06-01-2018 | Bukom Boxing Arena, Acra                  | Gana el título vacante interino de la OMB del peso supergallo               |
| G                               | 17–0   | Javier Chacón       | RTD  | 6 (12)      | 22-07-2017 | Bukom Boxing Arena, Acra                  | Retiene el título de la OMB Internacional del peso supergallo               |
| G                               | 16–0   | Julián Aristule     | TKO  | 7 (10)      | 10-12-2016 | Spark Arena, Auckland                     | Ganó el título vacante de la OMB Internacional del peso súpergallo          |
| G                               | 15–0   | Neil John Tabanao   | UD   | 12          | 26-08-2016 | Police Fitness and Social Centre, Acra    | Retiene el título WBO África del peso pluma                                 |
| G                               | 14–0   | Edward Kakembo      | TKO  | 6 (10)      | 18-06-2016 | Accra Sports Stadium, Acra                | Retiene el título WBO África del peso pluma                                 |
| G                               | 13–0   | Michael Pappoe      | UD   | 12          | 20-02-2016 | Azumah Nelson Sports Complex, Acra        | Retiene el título WBO África del peso pluma                                 |
| G                               | 12–0   | George Krampah      | RTD  | 7 (12)      | 26-12-2015 | Accra Sports Stadium, Acra                | Gana el título vacante WBO África del peso pluma                            |
| G                               | 11–0   | Joseph Adu          | TKO  | 1 (8)       | 20-11-2015 | Accra Sports Stadium, Acra                |                                                                             |
| G                               | 10–0   | John Oblitey Commey | TKO  | 3 (12)      | 06-11-2015 | Aborigines Beach Resort, Keta             | Ganó el título vacante de la Unión de Boxeo de África Occidental peso pluma |
| G                               | 9–0    | Aminu Turkson       | TKO  | 6 (8)       | 24-10-2015 | Golden Tulip Hotel, Acra                  |                                                                             |
| G                               | 8–0    | Raymond Ansah       | TKO  | 3 (6)       | 12-09-2015 | Wembley Park, Acra                        |                                                                             |
| G                               | 7–0    | Jazzma Hogue        | UD   | 6           | 11-04-2015 | Phoenix Convention Center, Phoenix        |                                                                             |
| G                               | 6–0    | Jonathan Alcantara  | KO   | 3 (6)       | 27-03-2015 | Quiet Cannon, Montebello                  |                                                                             |
| G                               | 5–0    | Alejandro Ochoa     | UD   | 6           | 23-01-2015 | Quiet Cannon, Montebello                  |                                                                             |
| G                               | 4–0    | Wilberth Lopez      | UD   | 6           | 29-11-2014 | Westin Bonaventure Hotel, Los Angeles     |                                                                             |
| G                               | 3–0    | Ronald Rodríguez    | TKO  | 2 (4)       | 24-10-2014 | Crowne Plaza Hotel, San Diego             |                                                                             |
| G                               | 2–0    | Andy Harris         | PTS  | 4           | 20-06-2014 | Waterfront Hall, Belfast                  |                                                                             |
| G                               | 1–0    | Csaba Toth          | KO   | 3 (6)       | 30-08-2013 | Sternensaal, Berne                        | Debut profesional de Dogboe.                                                |